# Didemnum rodriguesi
Didemnum rodriguesi is een zakpijpensoort uit de familie van de Didemnidae. De wetenschappelijke naam van de soort is voor het eerst geldig gepubliceerd in 1993 door Rocha & Monniot.